# Александер Гьобель
Александер Гьобель (9 квітня 1813, Лимбажі — 22 січня 1847, Рига) — латвійський художник доби романтизму. Його роботи характеризувались зображеннями біблійних фігур і, як правило, були створені під впливом німецького романтизму.

## Життєпис
Гьобель народився в Лимбажі. Був сином художнього столяра Августа Ґоттілфа Гьобеля (1760–1846) і Юліани Марії, уродженої Ґейвіц (пом. 1831). Малювати почав у ранньому дитинстві, навчаючись спочатку у свого батька, а потім у Тарту та Ризі. Гьобель приїхав до Риги в 1829, де брав уроки у художника Ґеорґа Генріха Бюттнера.
За підтримки мецената, представника балтійських німців у Ризі Фрідріха Вільгельма Бредерло Гьобель зміг поїхати до Німеччини та Італії для навчання в Дрездені, Дюссельдорфі та Римі. Восени 1832 він разом з Йоганном Карлом Баром переїхав до Дрездена, щоб вступити до Дрезденської академії мистецтв, а в 1834 поїхав до Дюссельдорфа, де навчався у Едуарда Бендемана та Фрідріха Вільгельма Шадова.
У 1841 вирушив зі своїм однокурсником Людвігом Гааком до Риму. Повернувся до рідної Латвії слабким і хворим у 1845. Через два роки, у віці 33 років, Гьобель помер від туберкульозу в Ризі.

## Вплив

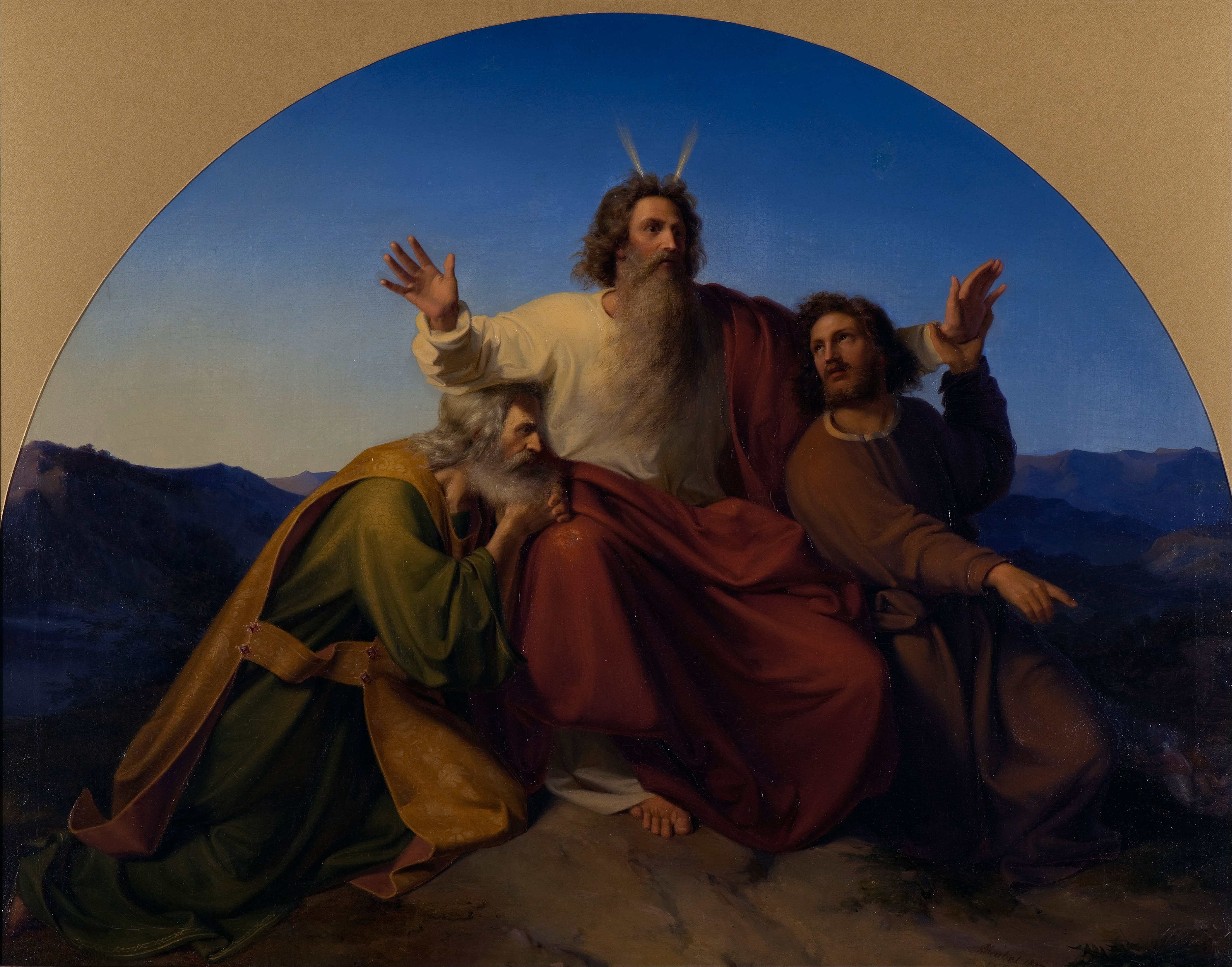
Мойсей, Аарон і Гур, Латвійський національний художній музей, 1837

На Гьобеля вплинув німецький романтизм дюссельдорфської школи живопису. В основному він зосереджував увагу на релігійних темах і зображував різні біблійні сцени. Деякі його роботи знаходяться в колекціях Латвійського національного художнього музею. Його картина «Святе Сімейство» була знайдена музеєм у 2012 після того, як протягом 20-ти років вважалася пропалою безвісти після крадіжки.

## Праці
Серед його робіт — сцена із зображенням Мойсея, підтриманого Аароном і Гуром під час перемоги над амаликитянами в битві під Рефідімом (1837) у колекціях Латвійського національного художнього музею; біблійне зображення Шадраха, Мешаха та Абеднего, яких кидають до вогняної печі (1841–1844), замовлене в Римі представником імператриці Росії Олександрою Федорівною, а згодом вивішене в Ропшанському палаці; вівтарний образ у соборі Святого Якова в Ризі на честь Вознесіння Христового (1845); зображення Йова та трьох його друзів, намальоване в Дюссельдорфі; портрет старого, представлений у галереї Бредерло. Вона також містить картину «Святе Сімейство» в колекціях Латвійського національного художнього музею; портрет художника Теобальда фон Оера (1844), написаний у Дрездені; картина «Втеча до Єгипту»; портрет італійки; портрет німецької дівчини, кілька автопортретів.